# Wereldkampioenschap voetbal 2018 (Groep B) Portugal - Marokko
Dit artikel gaat over de wedstrijd in de groepsfase in groep B tussen Portugal en Marokko die gespeeld werd op woensdag 20 juni 2018 tijdens het wereldkampioenschap voetbal 2018. Het duel was de 18e wedstrijd van het toernooi.

## Voorafgaand aan de wedstrijd
- Portugal stond bij aanvang van het toernooi op de 4e plaats van de FIFA-wereldranglijst.[1]
- Marokko staat bij aanvang van het toernooi op de 41e plaats van de FIFA-wereldranglijst.[2]
- De confrontatie tussen de nationale elftallen van Portugal en Marokko vond één maal eerder plaats. Dit was tijdens het WK 1986 wat eindigde in een 1-3 overwinning voor Marokko.[3]
- Het duel vindt plaats in het Olympisch Stadion Loezjniki in Moskou. Dit stadion werd in 1956 geopend en heeft een capaciteit van 81.000.

## Wedstrijdgegevens[4]
| Datum                | 20 juni 2018                                                                              | 20 juni 2018                                                                              |
| Wedstrijdnummer      | 24                                                                                        | 24                                                                                        |
| Stadion              | Olympisch Stadion Loezjniki, Moskou                                                       | Olympisch Stadion Loezjniki, Moskou                                                       |
| Toeschouwers         | 78.011                                                                                    | 78.011                                                                                    |
| Scheidsrechter       | Mark Geiger                                                                               | Mark Geiger                                                                               |
| Assistenten          | Joe Fletcher Frank Anderson                                                               | Joe Fletcher Frank Anderson                                                               |
| Vierde official      | Sergej Karasjov                                                                           | Sergej Karasjov                                                                           |
| Videoscheidsrechters | Felix Zwayer Simon Lount (assistent) Jair Marrufo (assistent) Bastian Dankert (assistent) | Felix Zwayer Simon Lount (assistent) Jair Marrufo (assistent) Bastian Dankert (assistent) |
| Man van de wedstrijd | Cristiano Ronaldo                                                                         | Cristiano Ronaldo                                                                         |
|                      | Portugal                                                                                  | Marokko                                                                                   |
| Doelpunten           | 1                                                                                         | 0                                                                                         |
| Gele kaarten         | 1                                                                                         | 1                                                                                         |
| Rode kaarten         | 0                                                                                         | 0                                                                                         |
| Wissels              | 3                                                                                         | 3                                                                                         |
| Schoten op doel      | 6                                                                                         | 6                                                                                         |
| Schoten naast doel   | 4                                                                                         | 10                                                                                        |
| Overtredingen        | 19                                                                                        | 23                                                                                        |
| Hoekschoppen         | 5                                                                                         | 7                                                                                         |
| Buitenspel           | 1                                                                                         | 1                                                                                         |
| Vrije trappen        | 24                                                                                        | 20                                                                                        |
| Balbezit (%)         | 47                                                                                        | 53                                                                                        |

| Portugal | 1 – 0        | Marokko |
| Cristiano Ronaldo 4' | goals        | |
| Fernando Santos | bondscoach   | Hervé Renard |
| Rui Patrício Cédric Soares Pepe José Fonte Raphaël Guerreiro Bernardo Silva 59' João Moutinho 89' William Carvalho João Mário 70' Gonçalo Guedes Cristiano Ronaldo | opstellingen | Munir Mohamedi Nabil Dirar Medhi Benatia Manuel da Costa Achraf Hakimi Nordin Amrabat Karim El Ahmadi 86' Younès Belhanda 75' Mbark Boussoufa Hakim Ziyech Khalid Boutaïb 70' |
| Gelson Martins 59' Bruno Fernandes 70' Adrien Silva 89' | wissels      | 69' Ayoub El Kaabi 75' Mehdi Carcela 89' Fayçal Fajr |
| Adrien Silva 90+2' | gele kaarten | 40' Medhi Benatia |
| | rode kaarten | |